# 黄斯沈
黄 斯沈（簡体字中国語: 黄 斯沉、英語: Sichen Huang、1987年 - ）は、北京出身のCFA協会認定証券アナリスト（Chartered Financial Analyst）資格を持つ投資家。主に金融、不動産、スポーツ産業に投資する。中国メディアによると、黄斯沈は「創二代（創業2世代）」と呼ばれる。黄斯沈はイギリスとアメリカ合衆国で留学し、ペンシルベニア大学ウォートン・スクール大学院在学中の時、帰国して起業する計画を作った。

## 概要
USCの金融学科と会計学科をダブルメジャーで卒業し、ペンシルベニア大学ウォートン・スクール（大学院）経営学修士（MBA）出身だ。中国の不動産財閥中坤グループ会長の黄怒波の息子でもある。中国銀行 (Bank of China) で約2年間勤務した後、Beijing Beetle investmentを創業し、現在ECARホールディング（ECAR Holding Ltd.）の代表（会長）である。